# Rio Maria Preta
O rio Maria Preta é um curso de água do estado  de Santa Catarina, no Brasil.
Tem aproximadamente 71 km, tendo sua nascente na proximidade da divisa dos estados de Santa Catarina, com o estado do Paraná. Nasce no município de Dionísio Cerqueira, passando pelos municípios de Guarujá do Sul, Princesa, São José do Cedro e Guaraciaba. Desagua no rio Peperi-Guaçu.